# Bob Dolman
Robert Dolman (nacido el 28 de octubre de 1949) es un guionista, actor, director y productor canadiense.
Su trabajo en televisión incluye SCTV , SCTV Network 90 y WKRP en Cincinnati . Entre sus créditos cinematográficos se encuentran los guiones de  Willow y Far and Away, así como The Banger Sisters y How to Eat Fried Worms , los cuales también dirigió. Es escritor y productor de la serie de televisión Disney+ Willow de 2022 y regresa a la franquicia que ayudó a cocrear.

## Filmografía
- WKRP In Cincinnati (1981) (TV)
- Little Shots (1983) (TV)
- SCTV Network 90 (1981-1983) (TV)
- Second City Television (1983-1984) (TV)
- Cowboy Joe (1987) (TV) (también productor ejecutivo)
- Willow(1988)
- Far and Away (1992)
- The Banger Sisters (2002) (también Director)
- How to Eat Fried Worms (2006) (también Director & Productor)
- Out of Brooklyn (2010) (también Director & Productor)
- Willow (2022) (TV)

## Vida privada
Dolman estuvo casado alguna vez con la actriz Andrea Martin , con quien tiene dos hijos y un nieto.  Su difunta hermana, Nancy Dolman, también fue actriz, además de esposa del comediante y actor Martin Short .